# Contributo soggettivo
Il contributo soggettivo è un contributo obbligatorio per le assicurazioni obbligatorie  ossia una imposta diretta applicata nell'ambito dei sistemi pensionistici obbligatori gestiti dalle casse di previdenza dei liberi professionisti trasformate ai sensi del D.Lgs. 509/1994 o nate ai sensi del D.Lgs. 103/1996; esso è una quota del reddito imponibile del professionista inscritto ad un ente gestore di forme di previdenza obbligatorie, calcolata in base all'aliquota del contributo soggettivo vigente. Il contributo soggettivo è destinato al finanziamento parziale dell'ente.
Esso è determinato in una quota minima e al di sopra di un reddito minimo, dal prodotto del reddito imponibile con l'aliquota contributiva pensionistica di finanziamento. Il contributo soggettivo è deducibile ai fini dell'IRPEF per evitare di pagare la tassa sulla tassa.

## Applicazione
Il contributo soggettivo serve per finanziare gli enti previdenziali con sistema di gestione a ripartizione, andando direttamente ad integrare il patrimonio netto dell'ente. Non vi è quindi un accantonamento del capitale versato a garanzia delle prestazioni future.
A seguito del versamento del contributo soggettivo, al soggetto iscritto all'ente restano registrati nelcasellario centrale delle posizioni previdenziali attive i dati relativi al reddito ed agli importi versati, nonché i contributi figurativi, dati che saranno utilizzati con dei metodi di calcolo, per la determinazione delle prestazioni previdenziali.
Poiché nei sistemi con gestione a ripartizione non vi è accumulo di capitale corrispondente al contributo soggettivo versato, lo stesso determina un debito pensionistico latente a carico dell'ente.

### Leggi
- Legge 8 agosto 1995, n. 335, in materia di "Riforma del sistema pensionistico obbligatorio e complementare."

### News
- Laura Cavestri, Fornero: le Casse non hanno sostenibilità a 50 anni, in Il sole 24 ore. URL consultato il 29 marzo 2013.
- Pensioni: Fornero, non pensabile siano più lunghe della vita lavorativa, in ASCA. URL consultato il 3 aprile 2013 (archiviato dall'url originale il 25 ottobre 2013).
- Se il Pil crolla le pensioni calano a picco, in La Repubblica. URL consultato il 12 aprile 2013.

### Web
- Sistemi finanziari di gestione dei fondi previdenziali e metodi di calcolo delle prestazioni, su docs.google.com. URL consultato il 20 marzo 2013.
- EVOLUZIONE DELLA LEGISLAZIONE PENSIONISTICA DI BASE, su lavoro.gov.it. URL consultato il 4 aprile 2013 (archiviato dall'url originale il 30 aprile 2013).
- Carlo A. Bollino, Elementi di economia politica, 4ª ed., Morlacchi Editore, 2008, ISBN 88-89422-38-6.
- La riforma dei sistemi previdenziali. Il dibattito teorico e politico (PDF), su economia.uniparthenope.it. URL consultato il 20 giugno 2013 (archiviato dall'url originale l'11 maggio 2006).